# Tiocetal

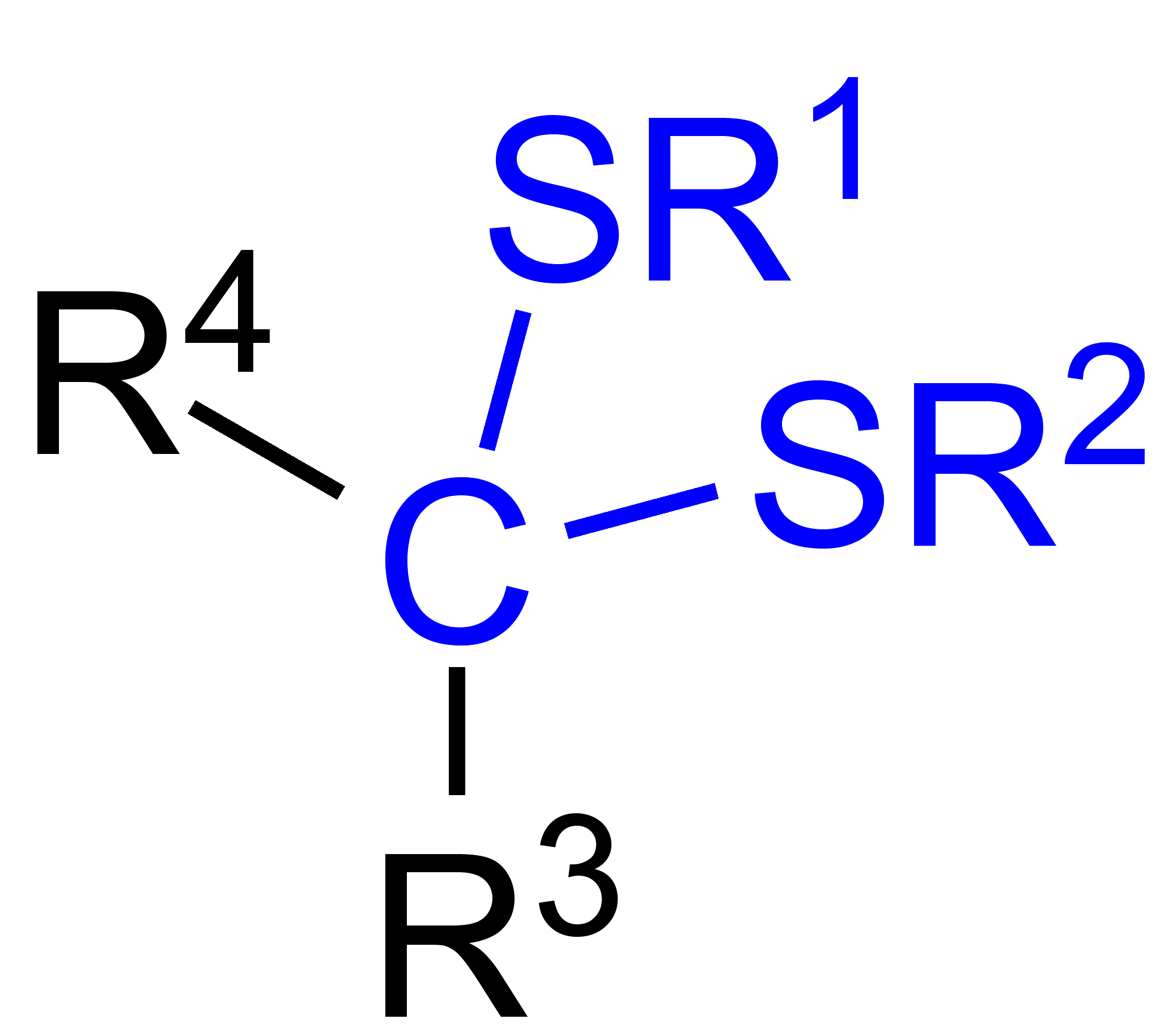
Estructura química general de un ditiocetal.

En química orgánica, un tiocetal es el análogo de azufre de un cetal, con un átomo de oxígeno reemplazado por azufre. Un ditiocetal tiene ambos átomos de oxígeno reemplazados por azufre.
Los tiocetales pueden obtenerse haciendo reaccionar cetonas con tioles.
Las cetonas pueden ser reducidas a pH neutro usando el método del tiocetal. El tiocetal preparado a partir de la cetona puede ser reducido fácilmente por hidrogenación catalítica con níquel Raney.